# Певчие цикады
Певчие цикады, или настоящие цикады (лат. Cicadidae), — семейство насекомых из подотряда цикадовых отряда полужесткокрылых.

## Описание

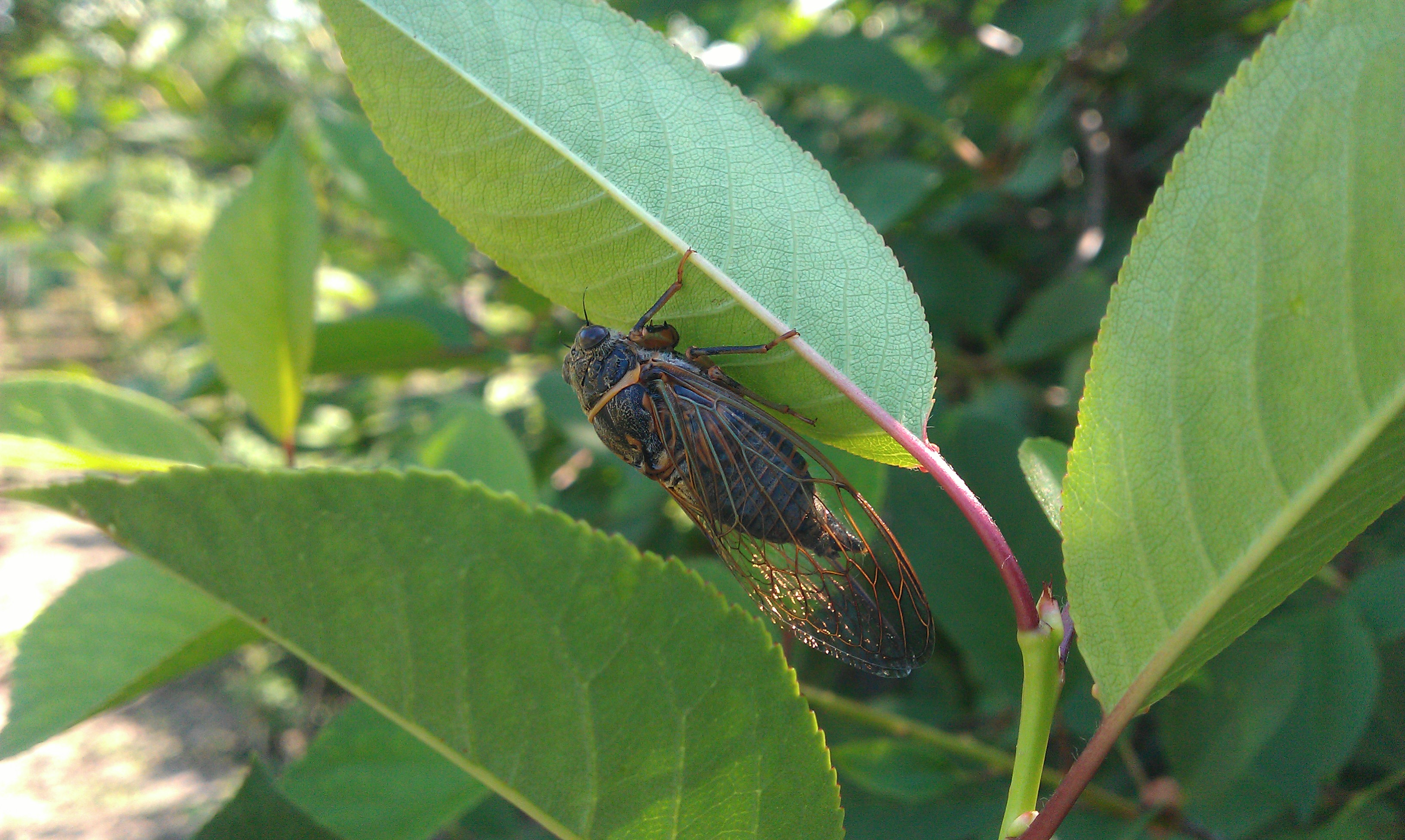
Взрослая цикада обыкновенная на листе вишни

Среднего и крупного размера насекомые (в странах умеренного климата длина тела от 23 до 55 мм).

### Голова
Голова короткая, глаза сильно выдающиеся; на темени три простых глазка, образующие треугольник; короткие щетинкообразные усики состоят из 7 члеников; ротовые части состоят из трёхчленистого хоботка.

### Крылья и ноги
Передние крылья длиннее задних, крылья преимущественно прозрачные, иногда ярко окрашенные или чёрные; ноги средней пары короткие и широкие; передние бёдра утолщённые, снизу с шипами; голени цилиндрические.

### Брюшко
Брюшко обыкновенно довольно толстое и заканчивается у самок яйцекладом, у самцов — копуляционным аппаратом. Чрезвычайно характерным является присутствие у самцов цикад особого голосового аппарата — тимбальных органов. Они помещаются на нижней стороне заднегруди, позади задних ног, под двумя большими полукруглыми чешуйками; этот аппарат состоит из срединной и двух боковых полостей. На дне средней полости находятся две пары перепонок, из которых две передние перепонки называются складочными, а две задние — зеркальцами (ввиду блестящей, гладкой поверхности). Боковые полости имеют сбоку отверстие, ведущее на поверхность тела. Во внутренней стенке этих полостей помещается барабанная перепонка, к которой прикреплена мышца, приводящая перепонку в колебание. Средние полости служат резонаторами. У самок голосовой аппарат рудиментарный, поэтому петь они не могут.

## Биология

### Среда обитания
Большинство цикад — крупные насекомые, обитающие преимущественно в жарких странах во всех частях света. Живут на деревьях и кустарниках, летают довольно хорошо.

### Стрекотание
Самцы стрекочут, или поют, преимущественно в самое жаркое время дня, однако в последнее время учёные находят всё больше цикад, стрекочущих в тени или во время сумерек, дабы уберечься от хищников. Среди них наиболее приспособлены к такому экологическому сдвигу цикады рода Platypleura. Большинство видов Platypleura согревает себя, сжимая мышцы, предназначенные для полёта. Пение самцов цикад служит для привлечения самок.
Цикады используют специальную звуковую мембрану, приводимую в колебание мышцами. Получающийся металлический звук резонирует в специальных полостях внутри тела, достигая большой громкости. Южноамериканская цикада способна издавать звук, похожий на свист паровоза. Самки многих видов цикад стрекота не издают, но это справедливо не для всех.

### Питание

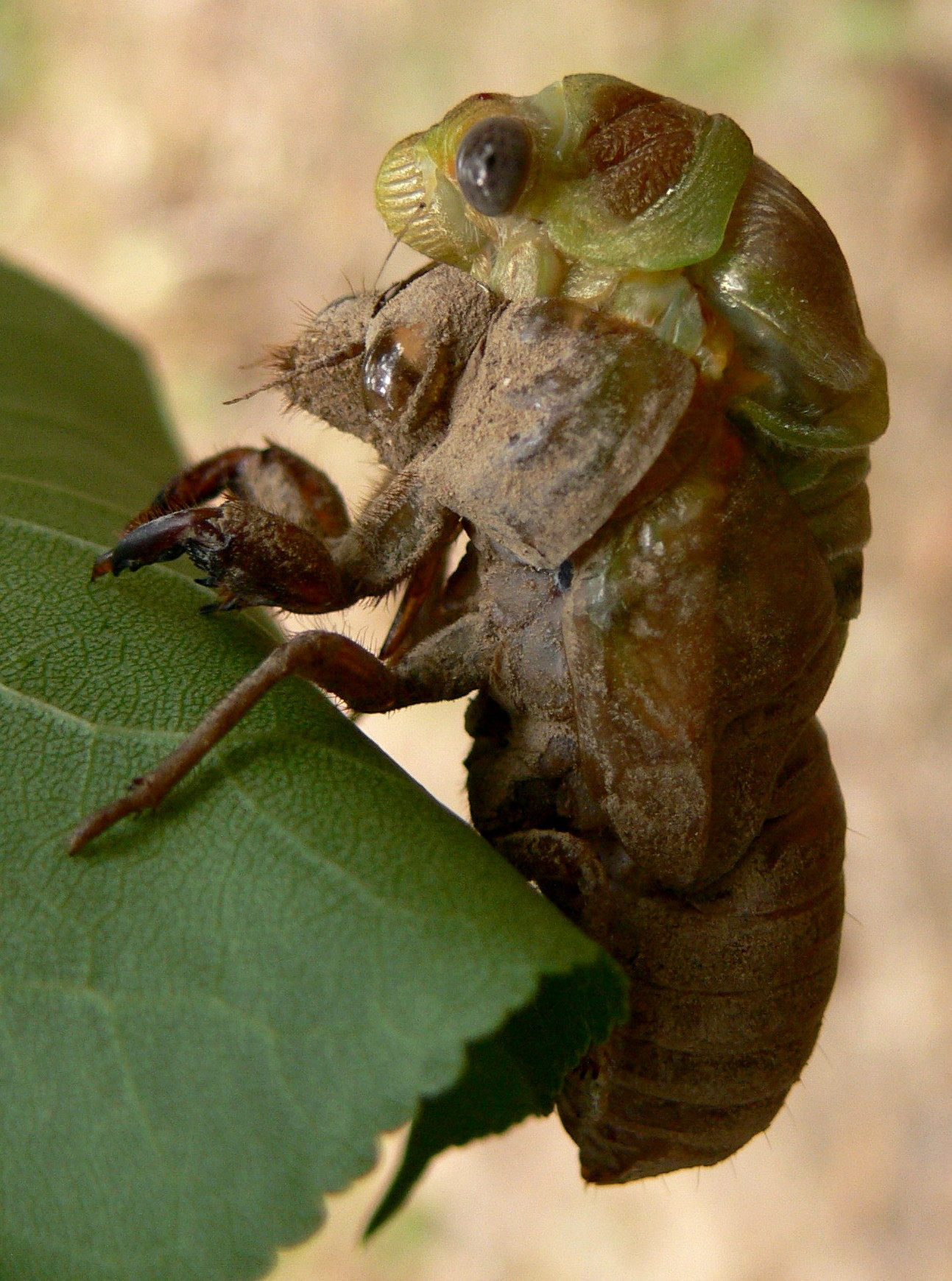
Цикада во время линьки

Переход во взрослое состояние

При помощи хоботка (а самки — также и яйцеклада) цикады производят уколы в различные деревья и высасывают их соки. Часто сок деревьев продолжает вытекать и после уколов цикад и, затвердевая на воздухе, образует так называемую манну, представляющую собой питательное вещество.

### Жизненный цикл
Цикады откладывают яйца под кору или кожицу растений. Личинки отличаются толстым неуклюжим телом, гладкой и твёрдой кутикулой и толстыми ногами с одночленистыми лапками; передние ноги с широкими бёдрами и голенями, покрытыми шипами (тип роющих конечностей). Молодые личинки сосут сначала стебли растений, а на более поздних стадиях развития ведут подземный образ жизни и сосут корни растений. Личинки живут несколько лет (иногда до 17 лет), хотя для большинства видов продолжительность личиночной жизни неизвестна. После многочисленных линек у личинок развиваются зачатки крыльев; последнюю линьку проделывают обычно на деревьях.

## Систематика
Выделяют 5 подсемейств. Ранее выделяемое семейство Tibicinidae (типовой род Tibicina Amyot, 1847), теперь (Moulds, 2005) рассматривается в составе семейства Cicadidae, а подсемейство Tibiceninae Van Duzee, 1916 (типовой род Tibicen Latreille, 1825) синонимизировано с трибой Cryptotympanini. Путаница в таксономии возникла из-за того, что оба рода были основаны на одном и том же типовом виде (Cicada haematodes Scopoli), что и привело к синонимизации и расформированию основанных на них триб и подсемейств.
В 2018 году проведена ревизия подсемейств и триб, включая выделение 10 новых триб и восстановление подсемейства Tettigomyiinae.
В 2019 году из Cicadettinae выделено пятое реликтовое подсемейство Derotettiginae для двух видов из Аргентины: Derotettix mendosensis Berg, 1882 и Derotettix wagneri Distant, 1905.
- Cicadidae Latreille, 1802[9]
  - Cicadettinae Buckton, 1889
    - Трибы: Carinetini Distant, Chlorocystini Distant, Cicadettini Buckton, Dazini Kato, Hemidictyini Distant, Huechysini Distant, Lamotialnini Boulard, Parnisini Distant, Prasiini Matsumura, Taphurini Distant.

  - Cicadinae Latreille, 1802
    - Трибы: Burbungini Moulds, Cicadini Latreille, Cryptotympanini Handlirsch (=Tacuini Distant), Cyclochilini Distant, Distantadini Orian, Dundubiini Atkinson, Fidicinini Distant (=Hyantiini Distant), Gaeanini Distant, Hamzini Distant, Jassopsaltriini n.tribe, Lahugadini Distant, Moganniini Distant, Oncotympanini Ishihara, Platypleurini Schmidt, Plautillini Distant, Polyneurini Amyot & Serville, Psithyristriini Distant, Sinosenini Boulard, Talaingini Distant, Tamasini Moulds, Thophini Distant, Zammarini Distant.

  - Derotettiginae Moulds, 2019
  - Tettigomyiinae Distant, 1905 (n. stat., 2018)[9]
    - Трибы: Lacetasini Moulds & Marshall, 2018, Malagasiini Moulds & Marshall, 2018, Tettigomyiini Distant, 1905, Ydiellini Boulard, 1973.

  - Tibicininae Distant, 1905 (=Tettigadinae)
    - Трибы: Chilecicadini Sanborn, 2014, Platypediini Kato, 1932, Selymbriini Moulds & Marshall, 2018, Tettigadini Distant, 1905, Tibicinini Distant 1905.

## Некоторые виды

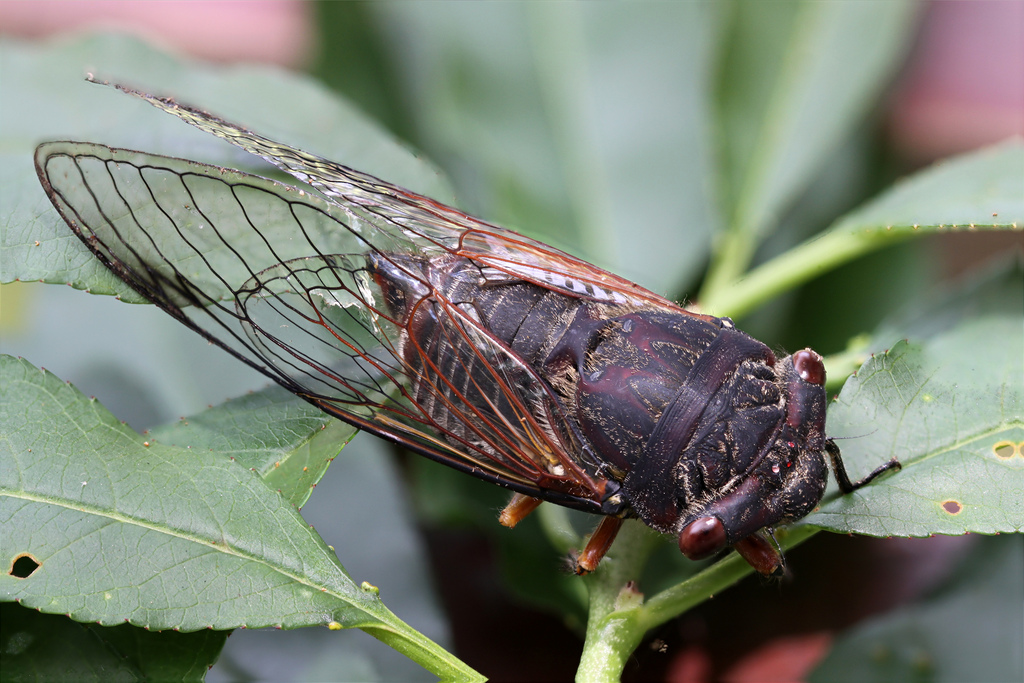
Psaltoda plaga

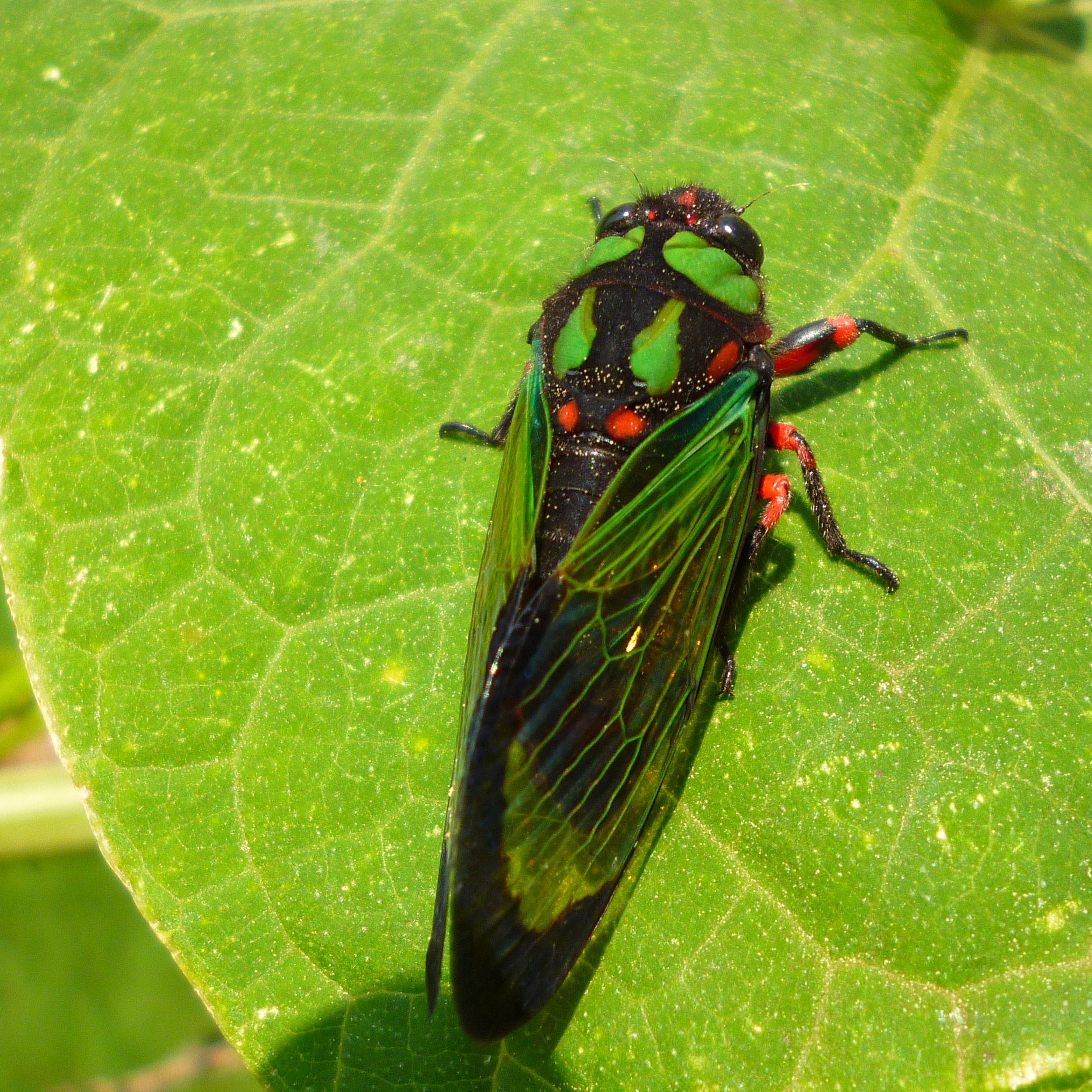
Cicadidae sp.(Carineta diardi) из Аргентины

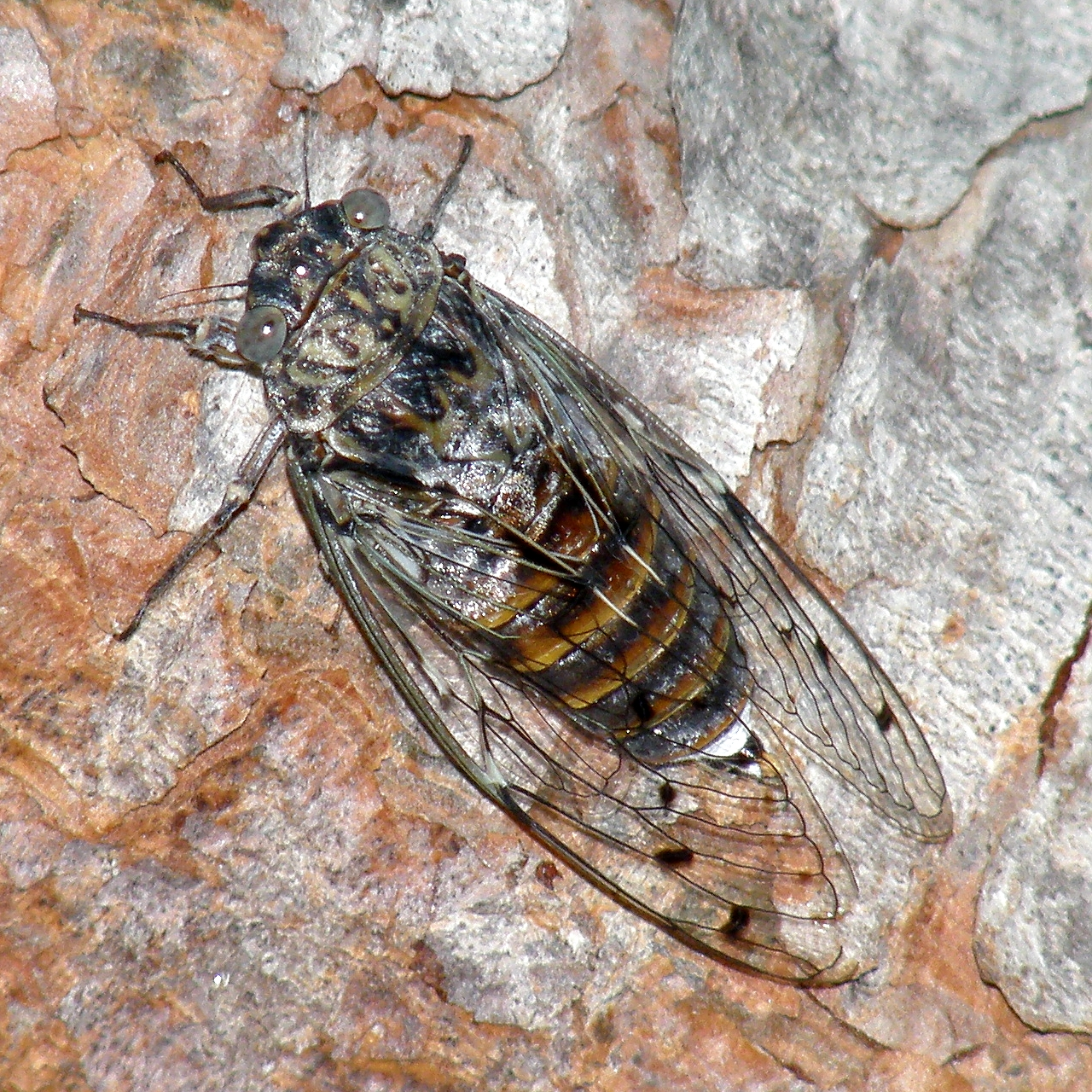
Cicadidae sp., Южная Франция

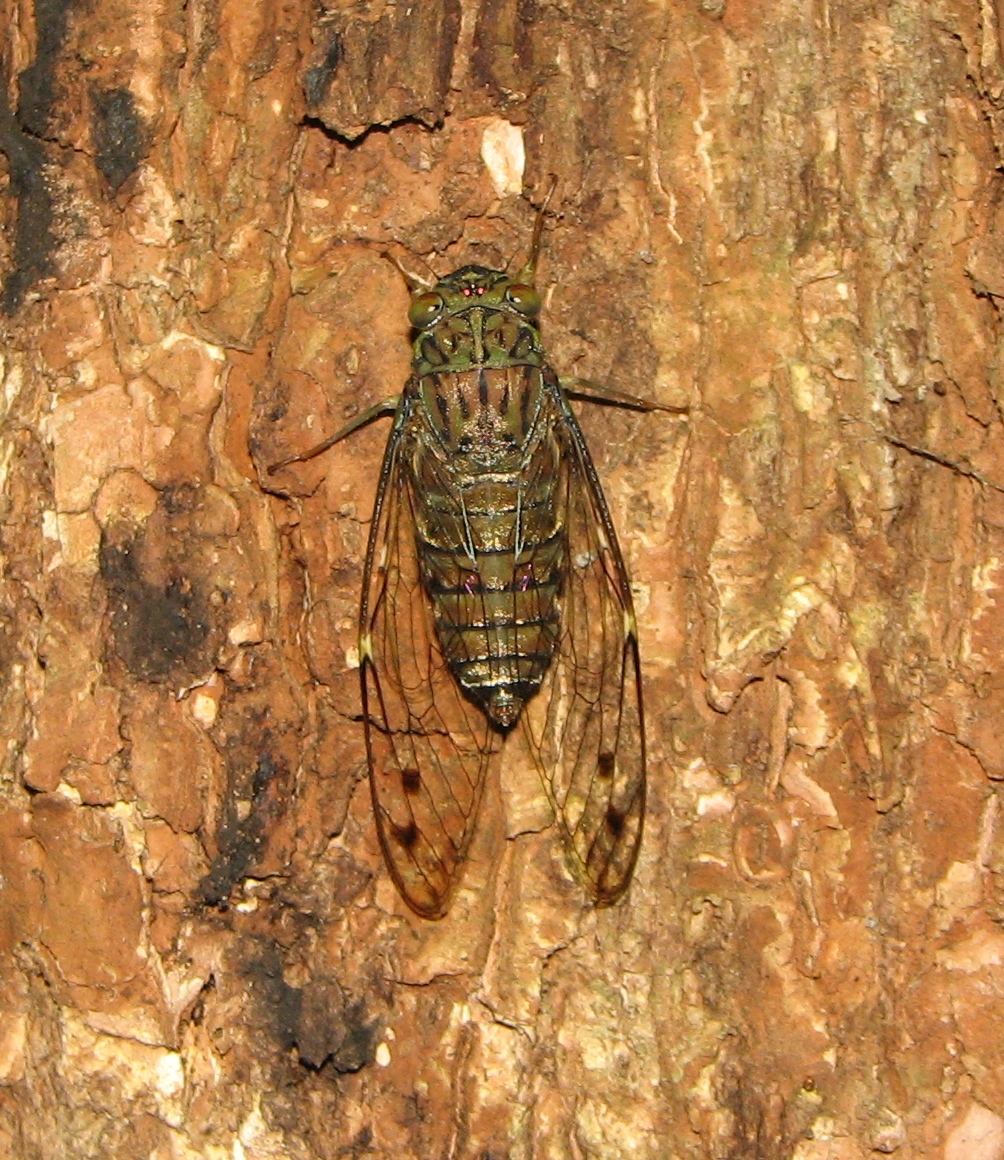
Cicadidae sp., Южная Индия

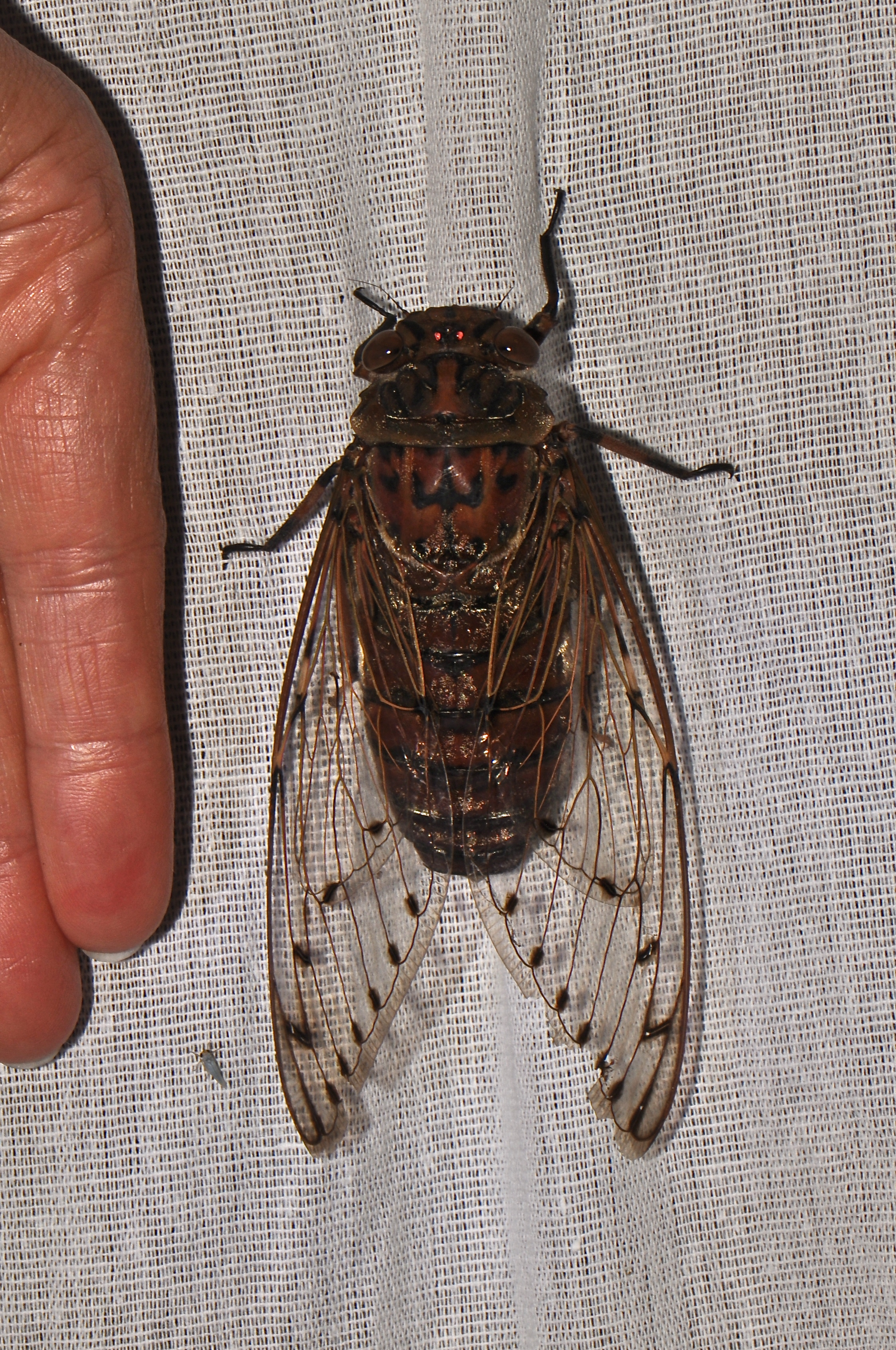
Cicadidae sp., Малайский полуостров

Известно до 2500 видов цикад.
Cicada — центральный род семейства, отличается большими глазами и широкой головой; переднеспинка обыкновенно у́же, чем голова; передние крылья частью кожистые и прозрачные, частью у корня пергаментообразные; лапки большей частью трёхчленистые, реже двучленистые; к этому роду относятся многочисленные и крупные виды, живущие преимущественно в тропиках. В Европе встречаются 18 видов.

## Роды
Практически все роды надсемейства Cicadoidea, кроме одного современного (Tettigarcta), относятся к семейству Cicadidae:
- Abagazara
- Abricta
- Abroma
- Adeniana
- Ahomana
- Akamba
- Amphipsalta
- Arcystasia
- Arfaka
- Auta
- Babras
- Baeturia
- Bavea
- Beameria
- Bijaurana
- Birrima
- Borencona
- Burbunga
- Buyisa
- Cacama
- Calopsaltria
- Calyria
- Carineta
- Chinaria
- Chlorocysta
- Chonosia
- Cicadetta
- Clidophleps
- Coata
- Conibosa
- Cornuplura
- Crassisternata
- Cyclochila
- Cystopsaltria
- Cystosoma
- Daza
- Decebalus
- Derotettix
- Diceroprocta
- Diemeniana
- Dinarobia
- Dorachosa
- Dulderana
- Durangona
- Elachysoma
- Euryphara
- Fractuosella
- Froggattoides
- Gazuma
- Graptotettix
- Guaranisaria
- Gudanga
- Gymnotympana
- Hemidictya
- Henicotettix
- Herrera
- Higurashi
- Hilaphura
- Hovana
- Huechys
- Hylora
- Imbabura
- Inyamana
- Iruana
- Jacatra
- Jafuna
- Jassopsaltria
- Jiraiya
- Juanaria
- Kanakia
- Karenia
- Katoa
- Kikihia
- Klapperichicen
- Kobonga
- Koranna
- Kumanga
- Lacetas
- Lembeja
- Lemuriana
- Leptopsalta
- Ligymolpa
- Lisu
- Luangwana
- Lycurgus
- Magicicada
- Malagasia
- Malgachialna
- Malgotilia
- Maoricicada
- Mapondera
- Mardalana
- Masupha
- Mauricia
- Melampsalta
- Mendozana
- Miranha
- Monomatapa
- Mouia
- Muda
- Musimoia
- Musoda
- Nablistes
- Nelcynadana
- Neocicada
- Neomuda
- Neoplatypedia
- Nosola
- Notopsalta
- Novemcella
- Odopoea
- Okanagana
- Okanagodes
- Orapa
- Orellana
- Oudeboschia
- Owra
- Pacarina
- Paectira
- Pagiphora
- Paharia
- Panka
- Paragudanga
- Paranistria
- Parnisa
- Parnkalla
- Parvittya
- Pauropsalta
- Pinheya
- Platypedia
- Platypleura
- Plautilia
- Pomponia
- Prasia
- Procollina
- Prosotettix
- Prunasis
- Psaltoda
- Psilotympana
- Quesada
- Quintilia
- Rhinopsalta
- Rhodopsalta
- Sapantanga
- Saticula
- Scieroptera
- Selymbria
- Sinosena
- Spoerryana
- Stagina
- Stellenboschia
- Subpsaltr
- Tacua
- Taipinga
- Takapsalta
- Taphura
- Tanna
- Tettigades
- Tettigetta
- Tettigomyia
- Tettigotoma
- Thaumastopsaltria
- Tibicen
- Tibicina
- Tibicinoides
- Tosena
- Toxopeusella
- Trismarcha
- Ueana
- Uhleroides
- Urabunana
- Venustria
- Viettealna
- Xosopsaltria
- Xossarella
- Zammara
- Zammaralna
- Zouga

## В культуре
О цикадах есть упоминание в древнейшем из сохранившихся памятников греческой литературы — в «Илиаде» Гомера (~XI-IX вв. до н. э.).
Древние греки очень ценили их пение, и, как известно, Анакреон написал стихотворение «К цикаде». Цикады фактически упоминаются в басне Эзопа «Кузнечик и муравей» и в написанной по её мотивам басне Лафонтена «Цикада и муравей», вольным переводом которой, в свою очередь, является басня Крылова «Стрекоза и муравей». Велимир Хлебников, по предположению исследовательницы русского авангарда Софии Старкиной, в своем знаменитом футуристическом акцентном стихотворении «Кузнечик» опирается на стихотворения Михаила Ломоносова «Кузнечик дорогой…» и Гавриила Державина «Кузнечик», являющиеся, в свою очередь, переложением «К цикаде» Анакреона.
В цикаду, согласно древнегреческой мифологии, богиня Эос превратила своего постаревшего мужа Титона, которого ещё юношей похитила, будучи пленённой его красотой.
Римляне, в отличие от греков, относились к пению цикад отрицательно, поэтому в римской литературе эти насекомые не упоминаются.

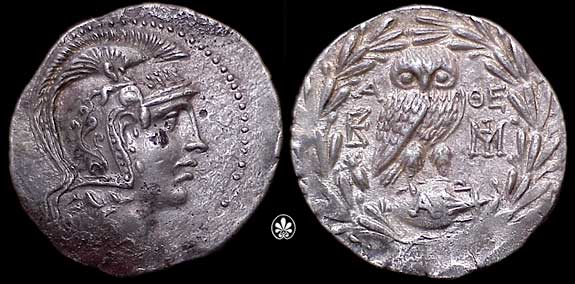
Монета Древней Греции: слева Афина, справа сова, под крылом которой (слева снизу) сидит поющая цикада
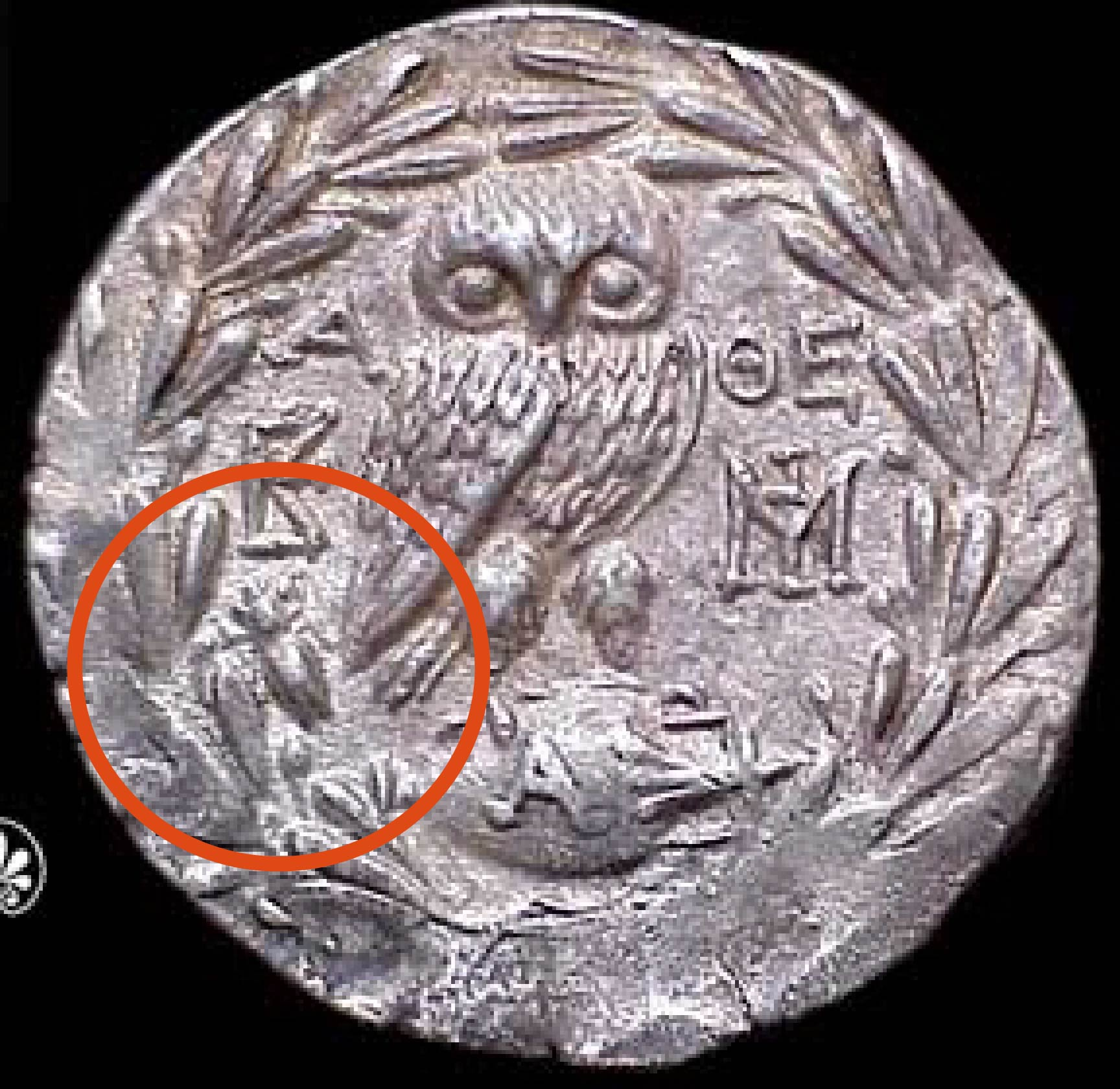
Монета из Афин: указано место с цикадой
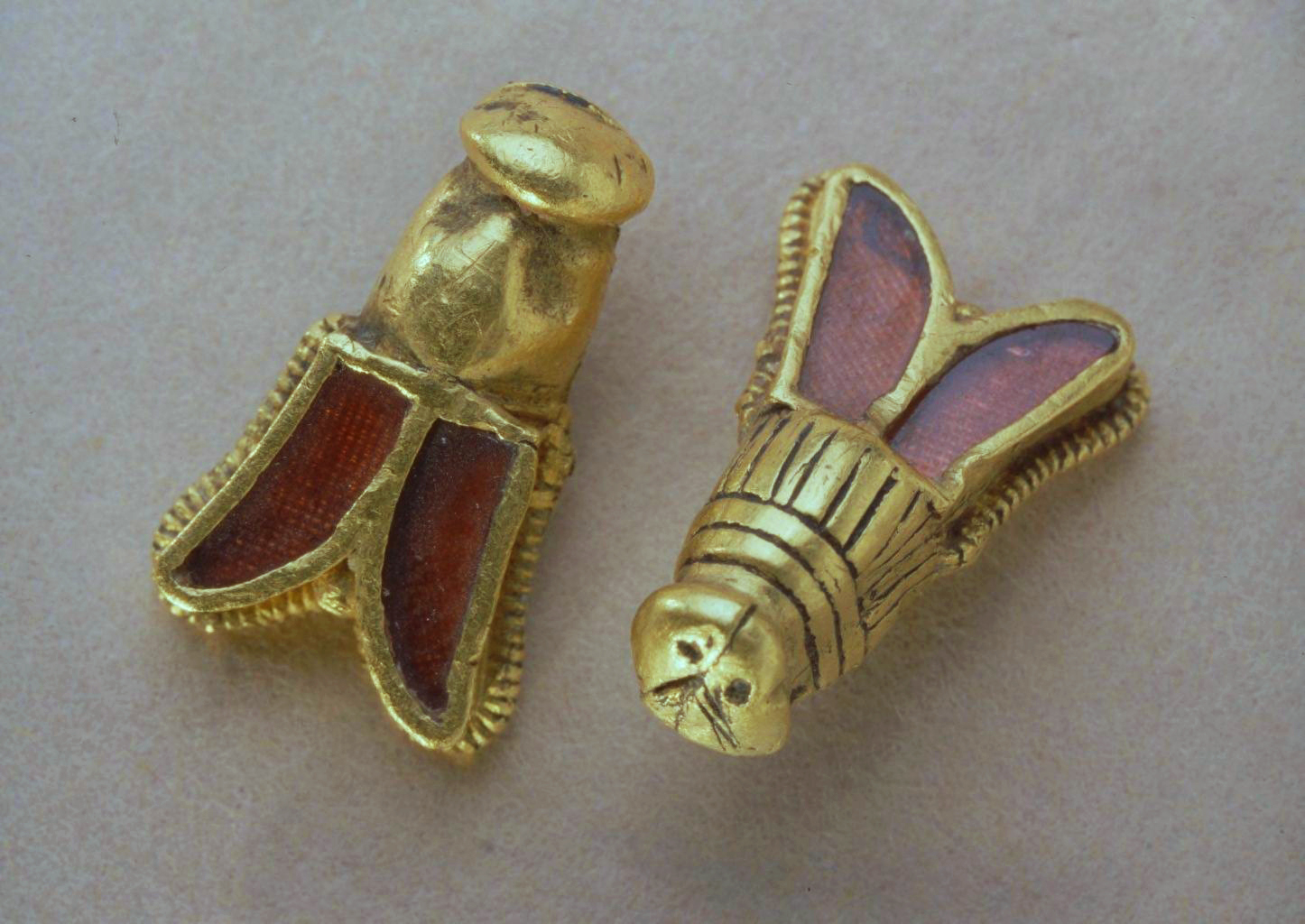
Золотые пчёлы (цикады), инкрустированные гранатом, из гробницы Хильдерика

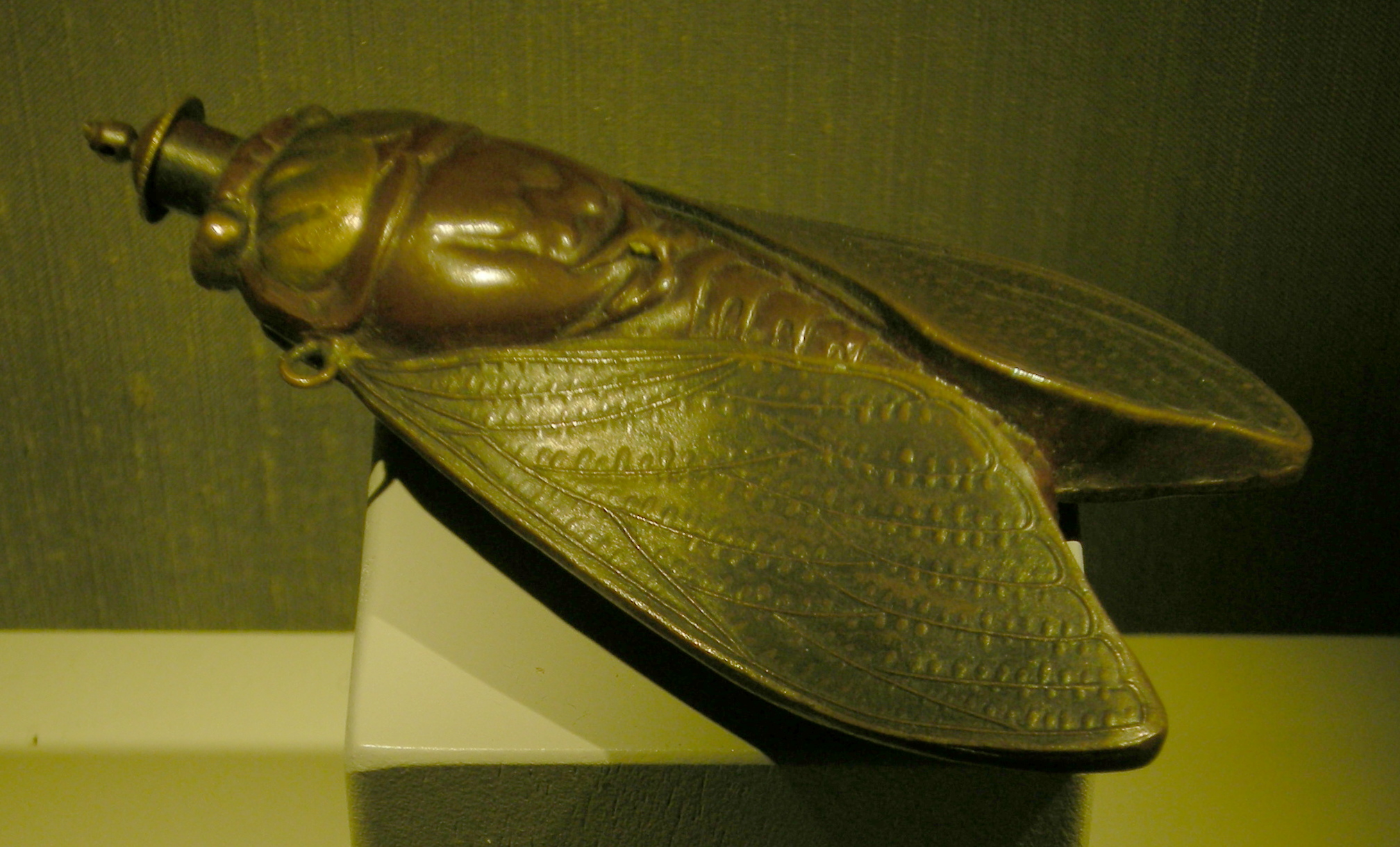
Японский флакон (пузырёк) для нюхательного табака в форме цикады, ок. 1900 г. Из коллекции предметов искусства Азии Траммелла и Маргарет Кроу; музей в Далласе, Техас, США

В странах Дальнего Востока и Китае цикада считается летним насекомым, которое на зимнюю спячку прячется в земле. Буддистские мудрецы увидели в этой системе сходство с тем, как человеческое существо заново рождается через смерть, переходя из одного тела в другое. В древней традиции китайцев существует обряд, когда в рот умершего кладут под язык нефритовую цикаду. Это согласно легенде должно помочь ему найти достойное воплощение в новой жизни и позволить разговаривать в загробной жизни. До сих пор эта традиция существует как в изначальном виде, так и немного изменённая, когда цикаду кладут на тело покойника.
Цикадой является один из героев романа Виктора Пелевина «Жизнь насекомых».
В романе-странствии писателя и капитана дальнего плавания Виктора Конецкого «За Доброй Надеждой» цикадам, нашествию которых подверглось судно в районе Дакара, посвящена глава «Под вой трехглазых хоботовых».
В книге «Столпы творения» Терри Гудкайнда упоминаются цикады в одном из пророчеств, где сказано об их 17-летнем цикле жизни.
300 драгоценностей, предположительно в форме цикад (названных «золотыми пчелами»), были найдены в могиле первого франкского короля Хильдерика I (умер в 482 г.).
У китайского художника Ци Байши (1864—1957) есть картина «Осенняя цикада на цветках лапины».
В русском переводе компьютерной игры The Last of Us Цикадами названа группировка, выступающая против военных и играющая основную роль в игре. В оригинале группировка названа Светлячками.
Фолк- и поп-певица из США Линда Ронстадт воспевает жизнь цикады в песне «La Cigarra», и намекает вместе с тем и на их короткую жизнь.
Существует также балет французского композитора Жюля Массне «Цикада» (La Cigale). 

### Певчие цикады в японской культуре

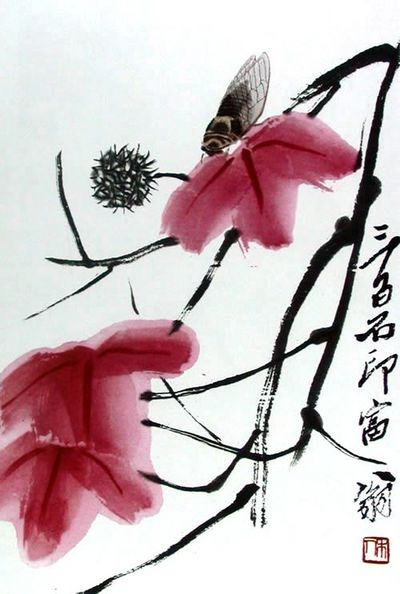
Ци Байши. Осенняя цикада на цветках лапины

Цикады занимают в японской культуре особое место, что нетрудно заметить, например, благодаря часто встречающемуся шумовому сопровождению в виде их стрекота в японской анимации. В анимационном сериале «Когда плачут цикады» в каждой серии экранные действия сопровождаются протяжной песней цикад.
Японцы цикад называют сэми, а певчие виды — хигураси. Последние благодаря своему пению являются для японцев главным звуковым сопровождением лета, его основным признаком.
Ловля певчих цикад является одним из популярных развлечений у детей во время каникул: это одни из немногих больших насекомых, которых здесь нельзя купить в магазинах. Отловленных специальными сачками цикад сажают в маленькие клетки, коробочки или банки и приносят домой, где слушают их пение. Процесс такой охоты можно увидеть в одном из эпизодов аниме «Меланхолия Харухи Судзумии» и в манге «Ёцуба!».
Пение цикад различается в зависимости от подвида, к которому они принадлежат. Некоторые виды цикад способны на такое странное поведение, как «'сэми-бокудан» или «цикадная бомба», нередко наблюдаемое летом. Оно выражается в том, что это довольно крупное (некоторые особи достигают размеров в ширину ладони) насекомое лежит кверху лапами словно мёртвое, но стоит приблизиться к нему, как оно внезапно подпрыгивает и начинает скользить на спине по асфальту, издавая громкий стрекот.